# Condado del Cadagua
El condado del Cadagua es un título nobiliario español creado por el rey Alfonso XIII en favor de Pedro Careaga de la Quintana y Osante, embajador de España, el 27 de enero de 1910 por real decreto y el 20 de febrero del mismo año por real despacho.
Su denominación hace referencia al río Cadagua, en el País Vasco.

## Condes del Cadagua
|                           | Titular                                  | Periodo                   |
| Creación por Alfonso XIII | Creación por Alfonso XIII                | Creación por Alfonso XIII |
| ------------------------- | ---------------------------------------- | ------------------------- |
| I                         | Pedro Careaga de la Quintana y Osante    | 1910-1930                 |
| II                        | Pedro Careaga y Basabe                   | 1956-1986                 |
| III                       | María de la Concepción Careaga y Salazar | 1987-¿?                   |
| IV                        | María del Carmen Careaga y Salazar       | 2008-hoy                  |

## Historia de los condes del Cadagua
- Pedro de Careaga de la Quintana y Osante (m. Madrid, 4 de noviembre de 1930), I conde del cadagua, mayordomo de semana del rey.[1]

Casó en primeras nupcias, en Begoña, el 18 de mayo de 1895, con María de la Concepción Basabe y Zubiría, y, en segundas, con Marta von Worms. El 2 de marzo de 1956, previo decreto del 13 de abril de 1951 por el que se convalidaba la sucesión otorgada por la Diputación de la Grandeza de España (BOE del día 27), le sucedió, de su primer matrimonio, su hijo:
- Pedro Careaga y Basabe (Guecho, Vizcaya, 2 de agosto de 1896-Casas Blancas, La Rioja, 6 de septiembre de 1986), II conde del Cadagua, gran cruz de Isabel la Católica, medalla de Oro al Mérito en el Trabajo.[5][1]

Casó con María del Carmen Salazar y Chávarri. El 30 de junio de 1987, previa orden del día 3 del mismo mes para que se expida la correspondiente carta de sucesión (BOE del 6 de julio), le sucedió su hija:
- María de la Concepción Careaga y Salazar, III condesa del Cadagua.

Sin descendientes. El 21 de enero de 2008, tras solicitud cursada el 3 de septiembre de 2007 (BOE del día 26) y previa orden del 26 de noviembre del mismo año para que se expida la correspondiente carta de sucesión (BOE del 13 de diciembre), le sucedió su hermana:
- María del Carmen Careaga y Salazar, IV condesa del Cadagua.[9]

Casó con Fernando Luis de Ybarra y López-Dóriga, II marqués de Arriluce de Ybarra.